# Big George Foreman
Big George Foreman (auch Big George Foreman: The Miraculous Story of the Once and Future Heavyweight Champion of the World) ist ein US-amerikanisches Filmdrama von George Tillman, Jr. Es handelt sich um eine Filmbiografie über den Boxer, Familienvater und späteren Unternehmer George Foreman. Der Film kam Ende April 2023 in die nordamerikanischen Kinos.

## Handlung
Der Film zeigt George Foreman in verschiedenen wichtigen Momenten seines Lebens.
Der junge George Foreman wächst in Houston in großer Armut auf. Seine zwischenmenschlichen Erfahrungen macht er größtenteils auf der Straße, wo er in kriminelle Machenschaften hineingezogen wird. Als er sich vor der Polizei versteckt und sich mit dem Dreck aus der Klärgrube einschmiert, um die Spürhunde abzuhängen, stellt dies einen absoluten Tiefpunkt in seinem noch jungen Leben dar. Er will dies ändern und nimmt in Kalifornien, weit weg von Texas, an einem staatlich geförderten Skills-Camp des Job Corps teil.
Als George kurz davor steht, aus dem Corps geworfen zu werden, nimmt ihn Doc Broadus, der auf dem Gelände ein Trainingslager für Boxer leitet, unter seine Fittiche. Bei seiner ersten Trainingsrunde im Ring muss er schmerzhaft feststellen, dass reine Körperkraft beim Boxen nutzlos ist. In der Folge wird er zu einem gelehrigen und disziplinierten Schüler seines Mentors.
George Foreman gewinnt olympisches Gold, wird Weltmeister im Schwergewicht, muss aber im „Rumble in the Jungle“ gegen Muhammad Ali eine schmerzhafte Niederlage hinnehmen. Nach einer Nahtoderfahrung beendet er seine Boxkarriere, um als Prediger tätig zu werden und steigt, nachdem seine Familie und seine Kirche in finanzielle Schwierigkeiten geraten sind, wieder zurück in den Ring. Im Alter von 45 Jahren wird er zum ältesten Schwergewichts-Champion der Boxgeschichte.

## Biografisches

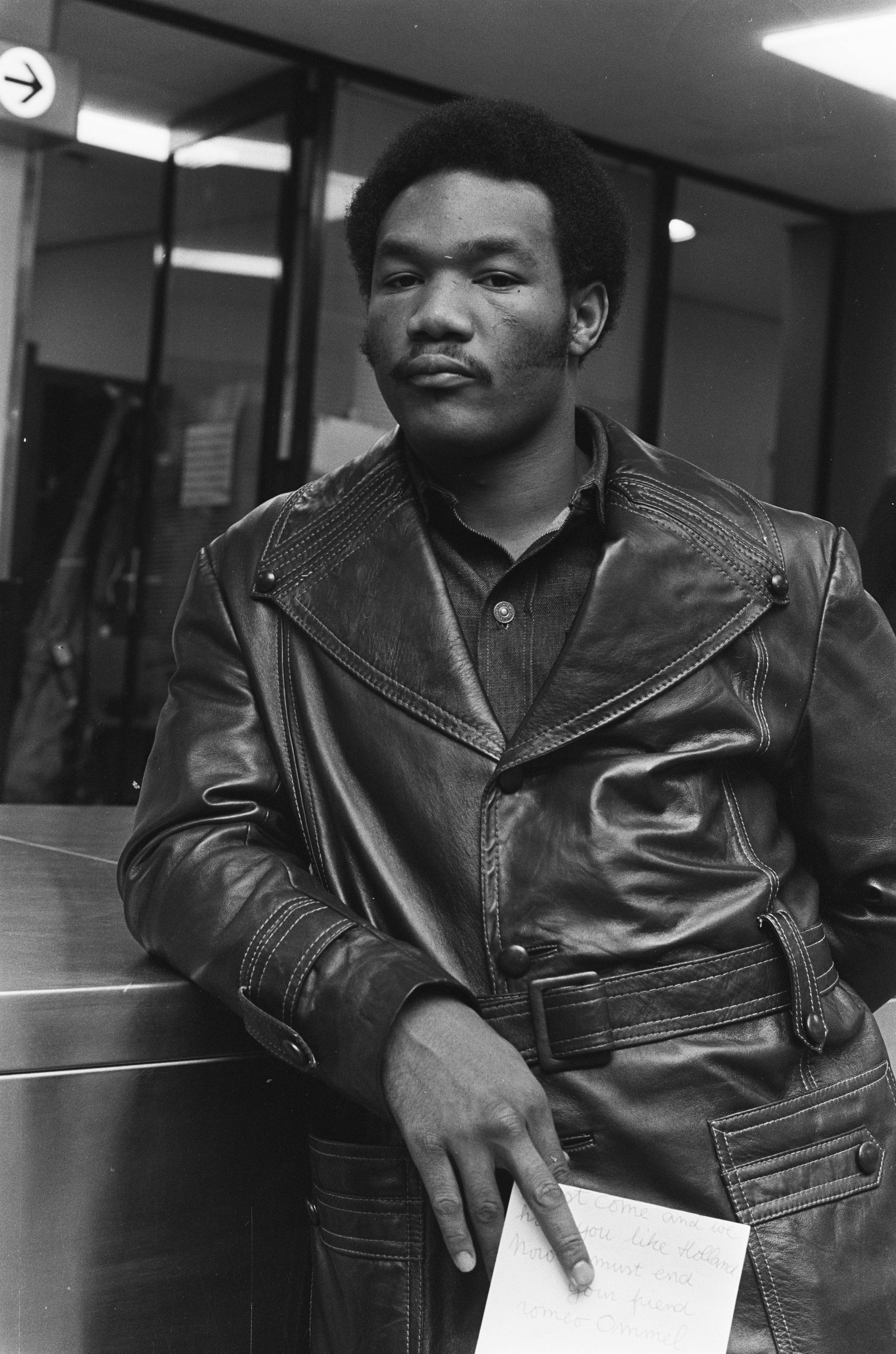
Der Boxer George Foreman im Jahr 1973

George Foreman wuchs als eines von sieben Kindern im Fifth Ward von Houston auf. In seiner Autobiografie George Foreman’s Guide to Life: How to Get Up off the Canvas When Life Knocks You Down schilderte er, dass sein frühes Leben von großer Armut geprägt war. Er beschrieb sich selbst als einen fehlgeleiteten Teenager und war des Öfteren in kriminelle Geschäfte verwickelt, um seinen Lebensunterhalt zu bestreiten. Nachdem er die High School im Alter von 15 Jahren abgebrochen hatte, wurde Foreman schließlich im Job Corps aufgenommen, einem Programm, das jungen Männern und Frauen eine kostenlose Berufsausbildung ermöglicht. In dieser Zeit begann Foreman, an einer Karriere als Sportler zu arbeiten. Aufgrund seiner beeindruckenden Größe und seiner Bewunderung für Jim Brown begann er mit Football, wandte sich jedoch schnell dem Boxring zu. Er nahm als Vertreter der Vereinigten Staaten an den Olympischen Spielen 1968 teil, gewann die Goldmedaille im Schwergewicht und besiegte den erfahrenen Boxer Jonas Čepulis aus der UdSSR in nur der zweiten Runde des Kampfes.
Nach seinem vorläufigen Rückzug aus dem Boxsport wurde er mit seinem George-Foreman-Grill auch als Geschäftsmann berühmt.

## Produktion

### Filmstab und Titelrolle

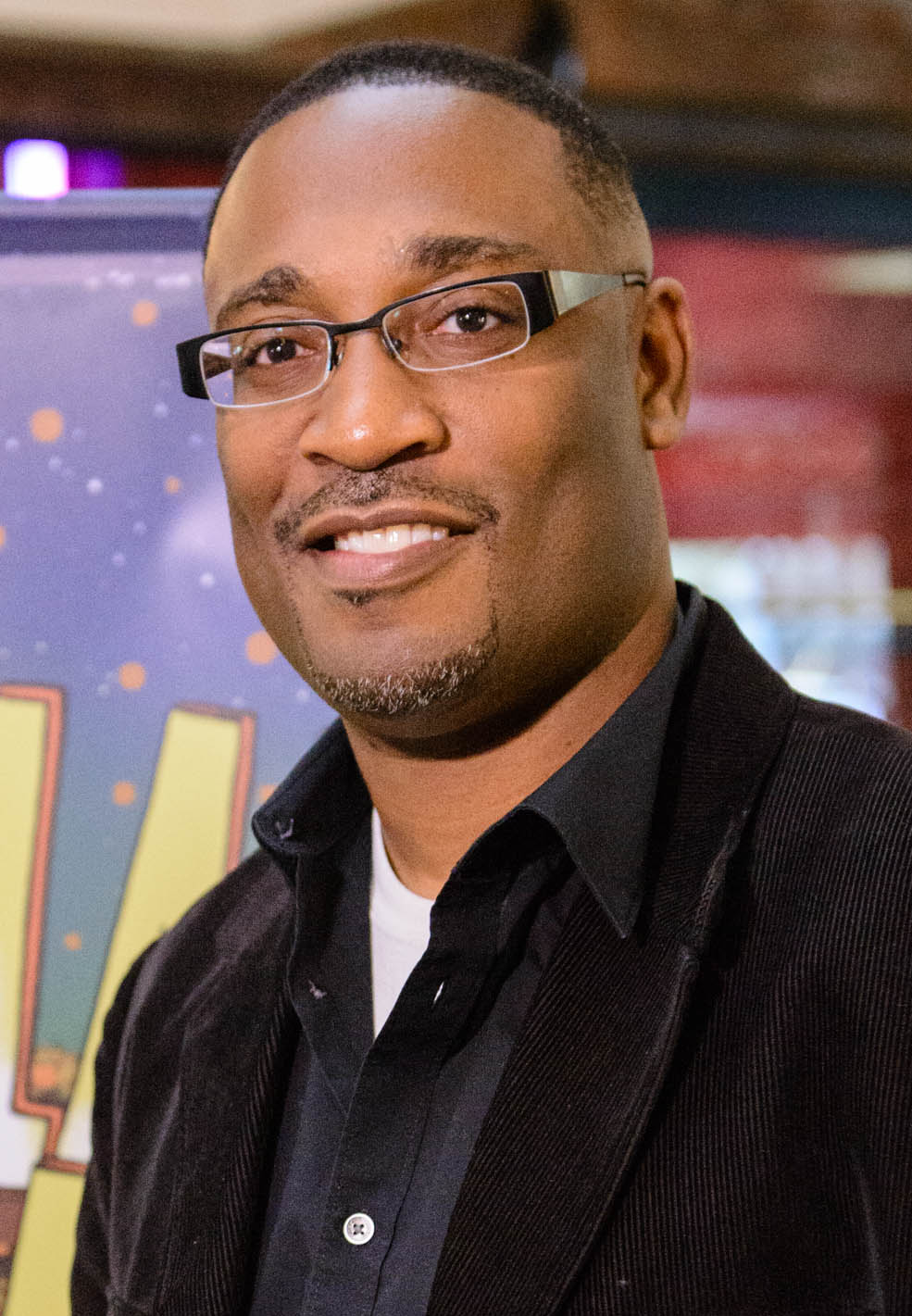
Regie führte George Tillman, Jr.

Regie führte George Tillman, Jr., der besonders durch seine Filmbiografie Notorious B.I.G. über den Rapper Notorious B.I.G. und die Romanverfilmung The Hate U Give bekannt wurde. Dan Gordon schrieb gemeinsam mit dem Regisseur und Frank Baldwin das Drehbuch. Baldwin erklärte: „Ich denke, was hinter Georges Witz, Humor und seiner Persönlichkeit als netter Kerl manchmal verloren geht, ist, wie hart dieser Kampf war und den spirituellen Menschen, zu dem er geworden ist, was von zentraler Bedeutung für das ist, was ihn ausmacht.“
Khris Davis verkörpert in dem Film in der Titelrolle George Foreman. Zuvor spielte dieser in kleineren und größeren Rollen in Filmen wie Detroit, Judas and the Black Messiah und Space Jam: A New Legacy und in sieben Folgen der Fernsehserie Atlanta. Um Foreman in unterschiedlichem Alter über die Jahre hinweg darzustellen, musste Davis für die entsprechenden Aufnahmen drastisch an Gewicht zunehmen. Zuerst brachte er seinen Körper durch ein intensives Training in Kampfform, auf die er während der zügig verlaufenden Dreharbeiten aufbauen konnte. Als Boxtrainer engagierte der Regisseur Darrell Foster, der bereits Will Smith für Ali trainierte und auch für die Choreografie der Boxkämpfe verantwortlich zeichnete. Als Teenager wird Foreman von Austin David Jones gespielt.

### Weitere Besetzung und Dreharbeiten
Forest Whitaker spielt Foremans Mentor und Trainer Doc Broadus, Al Sapienza seinen Trainer Gil Clancy bei den Olympischen Spielen 1968. Der in New Jersey tätige Police Officer Charles Brewer Jr., der Sohn des Supermittelgewichtsboxers Charles Brewer, spielt den Boxer Michael Moorer, der 1994 seinen Titel nach einem Kampf gegen Foreman verlor. Der ehemalige Schwergewichts-Boxweltmeister Sonny Liston wird von Cedric Boswel verkörpert. In weiteren Rollen sind Sullivan Jones als Foremans Gegner im „Rumble in the Jungle“ Muhammad Ali, Jasmine Mathews, John Magaro, Lawrence Gilliard Jr., Sonja Sohn als Foremans Mutter Nancy, K Steele als seine Schwester Gloria und Shein Mompremier als seine Frau Paula zu sehen. Carlos Takam ist in der Rolle von Foremans Gegner Joe Frazier zu sehen. Matthew Glave spielt Howard Cosell, der bei dem Kampf als Kommentator tätig war.
Die Dreharbeiten sollten im Herbst 2021 in New Orleans beginnen, mussten jedoch wegen des Hurrikanes Ida, der sich über Louisiana bewegte, verschoben werden. Letztlich erfolgten die Aufnahmen im Februar und März 2022 in New Orleans. Der Film entstand unter dem Arbeitstitel Heart of a Lion. Als Kameramann fungierte John Matysiak. Tillman arbeitete auch Aufnahmen eines echten Kampfes zwischen Foreman und Evander Holyfield in seinen Film ein.

### Filmmusik und Veröffentlichung
Die Filmmusik komponierte der Brasilianer Marcelo Zarvos. Das Soundtrack-Album mit insgesamt 24 Musikstücken wird zum Kinostart von Madison Gate Records als Download veröffentlicht.
Der erste Trailer wurde Anfang Februar 2023 veröffentlicht. Big George Foreman kam am 28. April 2023 in die US-Kinos und startete am gleichen Tag in Kanada und im Vereinigten Königreich.

## Rezeption
Die Kritiken fielen laut Rotten Tomatoes unterschiedlich aus.